# Amy Lee

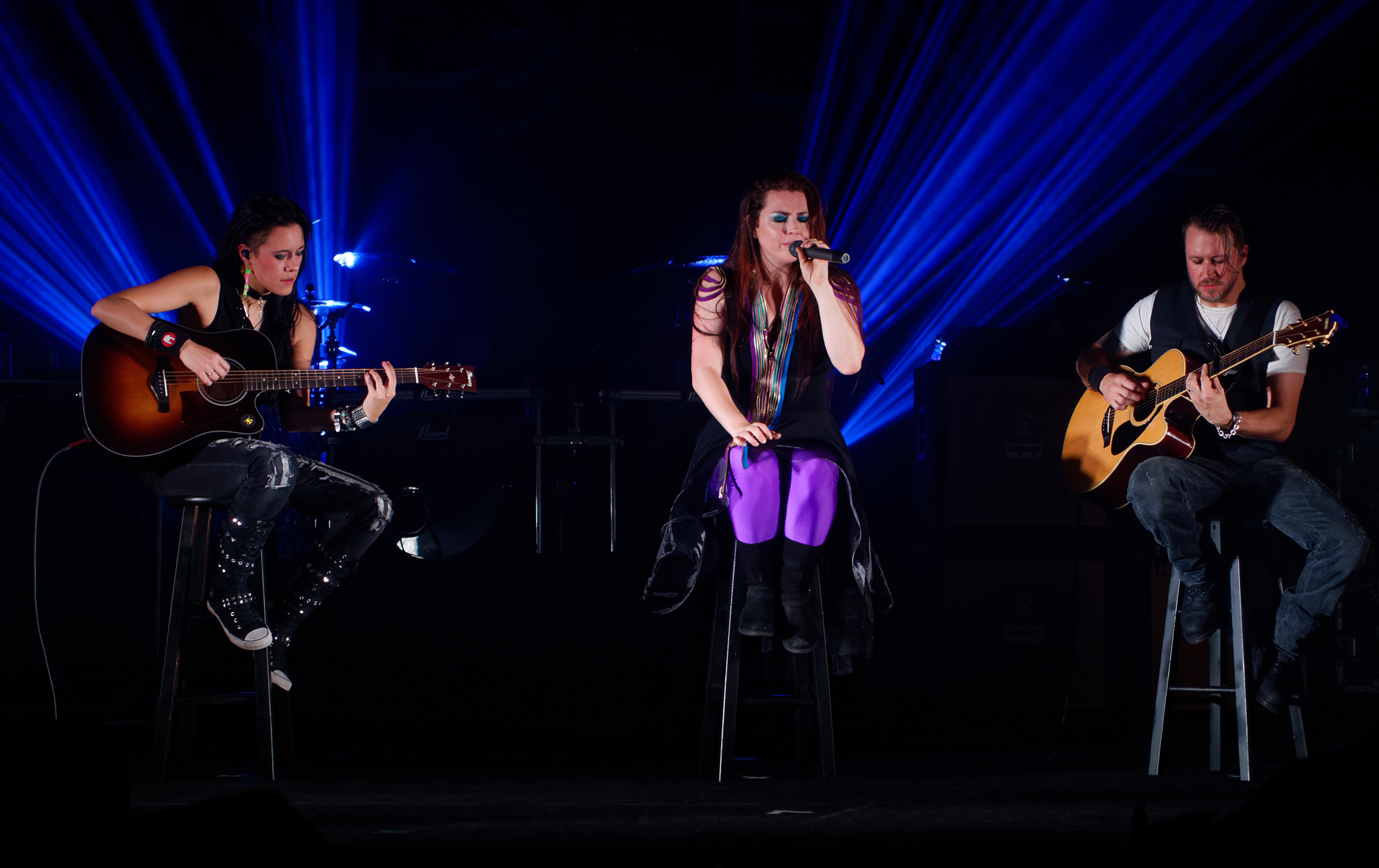
Az Evanescence 2015-ben

Amy Lynn Hartzler (Riverside, 1981. december 13. –), művésznevén Amy Lee, Grammy-díjas amerikai énekesnő, az Evanescence zenekar énekesnője (vokál és billentyű), dalszövegíró. Drámai mezzoszoprán.

## Gyermekkora, korai évek
Apja neve John, aki lemezlovas és TV-s személyiség, anyja Sarah, testvérei Robby, Lori és Carrie. Volt egy harmadik nővére is, aki 1987-ben meghalt egy azonosítatlan betegségben. Amy kilenc évig tanult zongorázni. Gyermekkorában West Palm Beachben (Florida), illetve Little Rockban (Arkansas) élt. 2000-ben diplomázott Pulaski Academyben, de a Közép-Tennessee Állami Egyetem előadásait is látogatta rövid ideig. 
Jelenleg New Yorkban lakik. 2007 tavaszán megházasodott, férje Josh Hartzler. Amy szabadidejében fest és rajzol.
Eredetileg zongorázni tanult, majd alapító tagja és vezető énekes lett a Grammy-díjas Evanescence rockzenekarnak. Hatott rá Mozart, a Björk, a Nirvana, Tori Amos, Jimi Hendrix, Danny Elfman és a Plumb is.
Három stúdióalbumot adott ki az Evanescence-szel: Fallen, The Open Door, Evanescence - mindegyik milliós példányban kelt el.
Amy Lee és az exgitáros/dalszövegíró Ben Moody tinédzserkorukban találkoztak. "Egy ifjúsági táborban voltunk - emlékezik vissza Moody -, és pihenőidőben hallottam Amyt, amint Meat Loaftól az "I'd Do Anything for Love"-ot játssza zongorán. Odamentem hozzá, mire ő elkezdett nekem énekelni. Teljesen lenyűgözött, rögtön rávettem, hogy csatlakozzon a bandámhoz. Annyira egy hullámhosszon vagyunk, hogy amikor dalszöveget írunk, sokszor egymás gondolatait fejezzük be!"
Első albumuk, a Fallen nagy sikert aratott. Ezen található első slágerük, a Bring Me to Life című felvétel.
2004-ben, Moody kiválása után a csapat Terryvel koncertezett tovább. Elkészítették az Everybody's Fool klipjét. Az együttes sok díjátadón is képviselte magát.
Az új CD a "The Open Door", ami 2006. október 3-án került a boltokba. Az album számait a frontember és Terry Balsamo írták.
2011-ben megjelent az új lemezük, amely úgy nevezett "self-titled" lett, avagy a banda nevét viseli, mint album cím is. Az alap lemezen 12 dal található, köztük a What You Want, és a My Heart Is Broken, melyeknek elkészült már a hivatalos videójuk is. A Deluxe kiadáson 4 plusz számot hallhatunk. 
Amy Lee azt nyilatkozta az új albumuk készítéséről: Visszatérni együtt egy nagyon szép, és nagyon jó dolog. Kellett egy dalt szerezni a bandának, és egyeztetni azt. Ez az a dolog, ami igazán kimagaslik a többi lemezünk közül. Itt van egy kis banda, mindennek a közepén, valami hihetetlen, kézzelfogható energiát átadva.

## Diszkográfia

### Stúdióalbumok (együttes)
- Fallen (2003)
- The Open Door (2006)
- Evanescence (2011)
- Synthesis (2017)
- The Bitter Truth (2021)

### Koncertalbum
- Anywhere but Home (2004)

### Stúdióalbum (szóló)
- Dream Too Much (2016)[1]